# Francesc Belda i Asensio
Francesc Belda i Asensio (Bocairent, 27 de març de 1794 - ?) fou un aristòcrata, militar i polític valencià. Era fill de l'hisendat i advocat Francesc Belda i Pla, qui el 1803 va rebre la baronia de Casanova, i de Maria Asensio i Calabuig. La seva família posseïa terres abundants a la Barraca d'Aigües Vives (Alzira), Carcaixent, Bocairent, Ibi, Onil i Alfara adquirides durant les amortitzacions de 1798 i 1807.
El 1814 va formar part de la tercera promoció del Reial Cos d'Enginyers de l'Acadèmia Militar de Cadis. Inicialment milità en el liberalisme exaltat i fou diputat provincial el 1821 i a les Corts Espanyoles del trienni liberal, però després es va moderar i fou escollit a les Corts de 1834, on se n'encarregà de la secretaria de l'Estament de Procuradors. Juntament amb Joaquim Abargues i Feliu va presentar la proposta d'abolició de l'impost sobre el vi valencià, i fou un dels principals suports a la desamortització de Juan Álvarez Mendizábal. El 1840 fou separat del seu càrrec per militar en el Partit Moderat.